# 동대문구정보화도서관
동대문구정보화도서관(東大門區情報化圖書館, 영어: Dongdaemun-gu Public Digital Library)은 2006년에 설립된 서울특별시 동대문구 청량리동 소재 공공 도서관이다.

## 연혁
동대문구정보화도서관은 2006년 6월 29일에 개관되었다. 2011년 3월 29일에 동대문구시설관리공단이 수탁 운영을 시작하였다.

## 같이 보기
- 동대문구답십리도서관
- 휘경어린이도서관